# Royce O'Neale
Royce Khalil O'Neale (Killeen, 5 giugno 1993) è un cestista statunitense, professionista in NBA e in Europa.

## Caratteristiche tecniche
È un giocatore che sa tenere la palla, abile nel tiro oltre l'arco e anche in difesa. Le doti su entrambi i lati del campo e la buona visione di gioco lo rendono molto adattabile nelle squadre.

## Statistiche

### NCAA
| Anno      | Squadra         | PG  | PT  | MP   | TC%  | 3P%  | TL%  | RP  | AP  | PRP | SP  | PP   |
| --------- | --------------- | --- | --- | ---- | ---- | ---- | ---- | --- | --- | --- | --- | ---- |
| 2011-2012 | Denver Pioneers | 31  | 5   | 26,9 | 51,0 | 38,7 | 86,5 | 5,8 | 2,1 | 1,4 | 0,4 | 9,9  |
| 2012-2013 | Denver Pioneers | 32  | 32  | 35,4 | 44,1 | 33,3 | 76,2 | 5,5 | 3,5 | 1,4 | 0,4 | 11,2 |
| 2013-2014 | Baylor Bears    | 38  | 31  | 27,3 | 52,0 | 46,8 | 60,0 | 5,4 | 2,9 | 0,9 | 0,2 | 7,1  |
| 2014-2015 | Baylor Bears    | 33  | 33  | 32,1 | 45,6 | 43,8 | 77,3 | 5,8 | 3,4 | 1,2 | 0,3 | 10,1 |
| Carriera  | Carriera        | 134 | 101 | 30,3 | 47,7 | 39,9 | 75,1 | 5,6 | 3,0 | 1,2 | 0,3 | 9,5  |

#### Massimi in carriera
- Massimo di punti: 23 vs Norfolk State (30 dicembre 2014)[2]
- Massimo di rimbalzi: 14 vs Stephen F. Austin State (24 novembre 2014)
- Massimo di assist: 8 vs Creighton (23 marzo 2014)
- Massimo di palle rubate: 7 vs North Texas (26 febbraio 2012)
- Massimo di stoppate: 4 vs Ohio (19 marzo 2013)
- Massimo di minuti giocati: 43 vs Utah State (14 febbraio 2013)

### NBA

#### Regular Season
| Anno      | Squadra       | PG  | PT  | MP   | TC%  | 3P%  | TL%  | RP  | AP  | PRP | SP  | PP  |
| --------- | ------------- | --- | --- | ---- | ---- | ---- | ---- | --- | --- | --- | --- | --- |
| 2017-2018 | Utah Jazz     | 69  | 4   | 16,7 | 42,3 | 35,6 | 80,3 | 3,4 | 1,4 | 0,5 | 0,2 | 5,0 |
| 2018-2019 | Utah Jazz     | 82  | 16  | 20,4 | 47,5 | 38,6 | 76,2 | 3,5 | 1,5 | 0,7 | 0,3 | 5,2 |
| 2019-2020 | Utah Jazz     | 71  | 62  | 28,9 | 43,3 | 37,7 | 76,4 | 5,5 | 2,5 | 0,8 | 0,5 | 6,3 |
| 2020-2021 | Utah Jazz     | 71  | 71  | 31,6 | 44,4 | 38,5 | 84,8 | 6,8 | 2,5 | 0,8 | 0,5 | 7,0 |
| 2021-2022 | Utah Jazz     | 77  | 77  | 31,2 | 45,7 | 38,9 | 80,4 | 4,8 | 2,5 | 1,1 | 0,4 | 7,4 |
| 2022-2023 | Brooklyn Nets | 76  | 53  | 31,7 | 38,6 | 38,9 | 72,5 | 5,1 | 3,7 | 0,9 | 0,6 | 8,8 |
| 2023-2024 | Brooklyn Nets | 49  | 6   | 24,5 | 38,8 | 36,6 | 68,2 | 4,5 | 2,8 | 0,7 | 0,6 | 7,4 |
| 2023-2024 | Phoenix Suns  | 30  | 8   | 25,1 | 41,1 | 37,6 | 69,2 | 5,2 | 2,7 | 0,9 | 0,5 | 8,1 |
| 2024-2025 | Phoenix Suns  | 75  | 22  | 24,5 | 42,3 | 40,6 | 73,1 | 4,7 | 2,2 | 0,9 | 0,5 | 9,1 |
| Carriera  | Carriera      | 600 | 319 | 26,2 | 42,6 | 38,5 | 77,0 | 4,8 | 2,4 | 0,8 | 0,4 | 7,1 |

#### Play-off
| Anno     | Squadra       | PG | PT | MP   | TC%  | 3P%  | TL%  | RP  | AP  | PRP | SP  | PP   |
| -------- | ------------- | -- | -- | ---- | ---- | ---- | ---- | --- | --- | --- | --- | ---- |
| 2018     | Utah Jazz     | 11 | 5  | 23,5 | 50,0 | 35,7 | 63,2 | 3,5 | 1,4 | 0,9 | 0,4 | 7,1  |
| 2019     | Utah Jazz     | 5  | 0  | 27,4 | 46,7 | 34,8 | 75,0 | 4,6 | 1,6 | 0,4 | 0,4 | 10,6 |
| 2020     | Utah Jazz     | 7  | 7  | 35,6 | 40,6 | 45,5 | 50,0 | 5,4 | 2,7 | 1,3 | 0,3 | 5,6  |
| 2021     | Utah Jazz     | 11 | 11 | 36,7 | 50,6 | 46,7 | 83,3 | 7,3 | 2,1 | 1,1 | 0,3 | 11,3 |
| 2022     | Utah Jazz     | 6  | 6  | 31,3 | 40,0 | 28,0 | 100  | 5,7 | 1,5 | 0,5 | 0,2 | 6,2  |
| 2023     | Brooklyn Nets | 4  | 0  | 29,5 | 24,1 | 18,2 | 100  | 4,3 | 3,5 | 1,3 | 0,3 | 5,0  |
| 2024     | Phoenix Suns  | 4  | 2  | 26,0 | 31,8 | 33,3 | -    | 4,8 | 1,0 | 0,3 | 0,0 | 5,0  |
| Carriera | Carriera      | 48 | 31 | 30,4 | 43,8 | 36,9 | 71,1 | 5,2 | 1,9 | 0,9 | 0,3 | 7,7  |

#### Massimi in carriera
- Massimo di punti: 21 vs Los Angeles Clippers (18 giugno 2021)[3]
- Massimo di rimbalzi: 15 (2 volte)
- Massimo di assist: 11 vs Portland Trail Blazers (17 novembre 2022)
- Massimo di palle rubate: 6 vs Miami Heat (6 novembre 2021)
- Massimo di stoppate: 4 vs Washington Wizards (4 febbraio 2023)
- Massimo di minuti giocati: 42 (2 volte)

### G League
| Anno      | Squadra      | PG | PT | MP   | TC%  | 3P%  | TL% | RP  | AP  | PRP | SP  | PP   |
| --------- | ------------ | -- | -- | ---- | ---- | ---- | --- | --- | --- | --- | --- | ---- |
| 2017-2018 | S.L.C. Stars | 1  | 1  | 36,8 | 23,5 | 11,1 | 100 | 5,0 | 3,0 | 1,0 | 0,0 | 11,0 |
| Carriera  | Carriera     | 1  | 1  | 36,8 | 23,5 | 11,1 | 100 | 5,0 | 3,0 | 1,0 | 0,0 | 11,0 |

### Eurocup
| Anno      | Squadra        | PG | PT | MP   | TC%  | 3P%  | TL%  | RP  | AP  | PRP | SP  | PP   |
| --------- | -------------- | -- | -- | ---- | ---- | ---- | ---- | --- | --- | --- | --- | ---- |
| 2015-2016 | R. Ludwigsburg | 16 | 11 | 16,6 | 39,6 | 29,8 | 65,1 | 4,5 | 0,4 | 0,6 | 0,2 | 8,1  |
| 2016-2017 | Gran Canaria   | 16 | 11 | 22,3 | 48,8 | 38,9 | 76,2 | 5,6 | 2,2 | 1,1 | 0,2 | 10,2 |
| Carriera  | Carriera       | 32 | 22 | 19,4 | 44,5 | 33,3 | 70,6 | 5,1 | 1,3 | 0,9 | 0,2 | 9,2  |

## Palmarès
- Supercoppa spagnola: 1

Gran Canaria: 2016